# FC Admira Wacker Mödling
Az FC Admira Wacker Mödling egy osztrák labdarúgóklub, melynek székhelye Mödlingben található. Jelenleg az osztrák labdarúgó-bajnokság első osztályában szerepel. 
A klubot 1905-ben alapították Sk Admira Wien néven a fővárosban. Az évek során több alkalommal is egyesült egy másik klubbal. 1971-ben az SC Wacker Wien, 1997-ben a VfB Mödling és 2008-ban az SK Schwadorf csapataival. Kilencszeres osztrák bajnok és hatszoros osztrák kupagyőztes.

## Sikerek
- Osztrák Bundesliga
  - 1. hely (9):
    - Admira Wienna (8): 1927, 1928, 1932, 1934, 1936, 1937, 1939, 1966,
    - Wacker Wienna (1): 1947

  - 2. hely (12):
    - Admira Wienna (4): 1929, 1930, 1931, 1935,
    - Wacker Wienna (7): 1939, 1940, 1941, 1948, 1951, 1953, 1956
    - Admira/Wacker Vienna (1): 1989
- Osztrák kupa
  - 1. hely (6):
    - Admira Vienna (5): 1928, 1932, 1934, 1964, 1966
    - Wacker Vienna (1): 1947
- Német Bajnokság
  - 2. hely (1)
    - Admira Wienna: : 1939
- Osztrák szuperkupa
  - 1. hely (1):
    - Admira/Wacker Vienna (1): 1990

## Jelenlegi keret
2011. augusztus 16. szerint.
| #  |     | Poszt | Név                                    |
| -- | --- | ----- | -------------------------------------- |
| 1  | AUT | K     | Hans-Peter Berger                      |
| 2  | AUT | V     | Richard Windbichler                    |
| 3  | AUT | V     | Stephan Palla (kölcsönben Rapid Wien)  |
| 4  | AUT | V     | Gernot Plassnegger                     |
| 5  | AUT | V     | Daniel Drescher                        |
| 6  | CZE | KP    | Martin Zeman (kölcsönben Sparta Praha) |
| 7  | CZE | KP    | Patrik Ježek                           |
| 8  | AUT | KP    | Bernhard Schachner                     |
| 9  | BFA | CS    | Issiaka Ouédraogo                      |
| 11 | AUT | KP    | Emin Sulimani                          |
| 12 | AUT | K     | Patrick Tischler                       |
| 14 | AUT | V     | Andreas Schrott                        |

| #  |     | Poszt | Név                                          |
| -- | --- | ----- | -------------------------------------------- |
| 15 | CMR | KP    | Patrick Mevoungou (kölcsönben Canon Yaoundé) |
| 16 | AUT | CS    | Philipp Hosiner                              |
| 17 | AUT | V     | Christopher Dibon                            |
| 18 | AUT | KP    | René Schicker                                |
| 20 | AUT | CS    | Benjamin Sulimani                            |
| 21 | SER | KP    | Ivan Laudanovic                              |
| 22 | AUT | KP    | Stefan Schwab                                |
| 23 | AUT | V     | Rene Seebacher                               |
| 24 | AUT | CS    | Marcel Sabitzer                              |
| 26 | AUT | KP    | Daniel Toth                                  |
| 30 | AUT | K     | Andreas Leitner                              |
|    | AUT | CS    | Bernhard Fucik                               |

## Európai kupákban való szereplés
S = Selejtező
Rj  = Rájátszás
| Szezon  | Versenykiírás               | Forduló | Nemzet  | Klub               | Hazai | Vendég | Összesítés            |
| ------- | --------------------------- | ------- | ------- | ------------------ | ----- | ------ | --------------------- |
| 1964–65 | Kupagyőztesek Európa-kupája | 1       | POL     | Legia Warszawa     | 1–3   | 0–1    | 1–4                   |
| 1966–67 | BEK                         | 1       | YUG     | FK Vojvodina       | 0–1   | 0–0    | 0–1                   |
| 1973–74 | UEFA-kupa                   | 1       | ITA     | Internazionale     | 1–0   | 2–1    | 2–2                   |
|         |                             | 2       | GER     | Fortuna Düsseldorf | 2–1   | 3–0    | 2–4                   |
| 1982–83 | UEFA-kupa                   | 1       | TCH     | Bohemians Praha    | 1–2   | 5–0    | 1–7                   |
| 1987–88 | UEFA-kupa                   | 1       | FIN     | TPS Turku          | 2–0   | 0–1    | 1–2                   |
| 1989–90 | Kupagyőztesek Európa-kupája | 1       | CYP     | AEL Limassol       | 3–0   | 0–1    | 4–0                   |
|         |                             | 2       | HUN     | Ferencváros        | 1–0   | 0–1    | 2–0                   |
|         |                             | 1/4     | Belgium | RSC Anderlecht     | 1–1   | 2–0    | 1–3                   |
| 1990–91 | UEFA-kupa                   | 1       | DEN     | Velje BK           | 3–0   | 0–1    | 4–0                   |
|         |                             | 2       | SWI     | FC Luzern          | 1–1   | 0–1    | 2–1                   |
|         |                             | 3       | ITA     | Bologna            | 3–0   | 3–0    | 3–3 (5–6 büntetőkkel) |
| 1992–93 | Kupagyőztesek Európa-kupája | 1       | Wales   | Cardiff City       | 2–0   | 1–1    | 3–2                   |
|         |                             | 2       | Belgium | Royal Antwerp      | 2–4   | 4–3    | 5–6                   |
| 1993–94 | UEFA-kupa                   | 1       | UKR     | Dnyipro            | 2–3   | 1–0    | 2–4                   |
| 1994–95 | UEFA-kupa                   | 1       | POL     | Górnik Zabrze      | 5–2   | 1–1    | 6–3                   |
|         |                             | 2       | FRA     | Cannes             | 1–1   | 2–4    | 5–3                   |
|         |                             | 3       | ITA     | Juventus           | 1–3   | 2–1    | 2–5                   |

2012-2013 UEFA Europa liga 
Zalgiris Vilnius-Admira wacker 1:1
Admira wacker-Zalgiris Vilnius 5:1 
1 forduló

## Nevesebb játékosok
- Gheorghe Váczi (1946)
- Nicolae Lupescu (1972–77)
- Marc Janko (2003–05)
- Erwin Hoffer (2003–06)
- Vladimir Jugović (2003–04)
- Gordon Smith (1986–87)
- Fred Schaub
- Tolunay Kafkas (2004–05)
- Ivica Vastić (1993)
- Mehdi Pashazadeh (2005–07)
- Khodadad Azizi (2005–06)
- Ali Latifi (2001–02)
- Gustav Kral (2005, 2007–2008)
- Sammy McIlroy (1988)
- Marek Świerczewski (2002-2004)

## Külső hivatkozások
- Hivatalos honlap (németül)